# MeisterSinger (relojes)
MeisterSinger es un fabricante de relojes de pulsera mecánicos. La empresa tiene su sede en Münster, Alemania. Sus ventas anuales son de unas 10.000 piezas.

## Historia
Weller Manfred Brassler, un joyero autodidacta, fundó la empresa "Watch People" con Klaus Botta en 1989. Producía principalmente relojes de cuarzo. Vendió la empresa en 1999, para poder dedicarse a su interés en la creación de relojes mecánicos de alta gama. En 2001 se formó MeisterSinger. El nombre fue elegido para establecer paralelismos con un título que se daba a los cantantes alemanes de la Edad Media que habían descubierto nuevos elementos melódicos.

## Diseño
Los relojes MeisterSinger se distinguen por el hecho de que utilizan una sola manecilla en lugar de dos o tres. Esta característica de los relojes de sol y de algunas torres de reloj antiguas, como por ejemplo, en la abadía de Westminster, sirvió de inspiración para el diseño. En 2013, MeisterSinger lanzó un reloj basado en la esfera del reloj de la Abadía de Westminster para conmemorar el 60 aniversario de la coronación de la Reina Isabel II de Inglaterra.
Además, para crear una sensación de simetría, las horas de la1 a las 9 tienen como prefijo un "0", de modo que cada número de la esfera tiene dos dígitos.
MeisterSinger ha utilizado tradicionalmente movimientos procedentes de ETA SA, pero debido a su disponibilidad limitada, decidió desarrollar su propio movimiento.

## Premios
En 2015, el MeisterSinger Circularis ganó un Premio de diseño de productos IF. En 2016, el modelo Adhaesio ganó otro premio IF y un premio de diseño Red Dot.